# Hildebrandtiella rotundifolia
Hildebrandtiella rotundifolia là một loài rêu trong họ Pterobryaceae. Loài này được Renauld mô tả khoa học đầu tiên năm 1898.